# Tanque a vapor
El tanque a vapor (steam tank en inglés), también conocido como Tanque de Guerra América (War Tank America en inglés), fue un tanque estadounidense basado en el Mark IV británico pero propulsado por dos motores a vapor.

## Historia
Sólo se construyó uno, en Boston, y se presentó en abril de 1918. Participó en varios desfiles, aunque a menudo requería de reparaciones debido a su precario diseño. Llegó incluso a descomponerse delante del público.
El prototipo se envió a Francia, con gran publicidad para aumentar la moral de las tropas. Al principio, el lanzallamas se encontraba en una cabina fija, aunque más adelante se propuso instalarlo en una torreta rotatoria. Sin embargo, no hay pruebas fotográficas de que se llevara a cabo este cambio.
Como la guerra finalizó en el noviembre de 1918, pocos meses después de la construcción del prototipo, el proyecto se descartó y dejó de invertirse dinero en él, porque ya no era necesario. Nunca fue adoptado por ningún ejército de manera oficial y se cree que permaneció abandonado hasta los años 30, cuando se desmanteló para ser usado como chatarra.

## Motor
Los dos motores (uno para cada oruga), de dos cilindros cada uno, generaban un total de 500 caballos. Eran alimentados con queroseno. Uno de los principales problemas de estos vehículos, aunque común para la época, era que los motores generaban mucho calor y mucha humedad, dificultando mucho su manipulación y control. La tripulación también sufría el peligro de morir intoxicada por CO2.

## Armamento

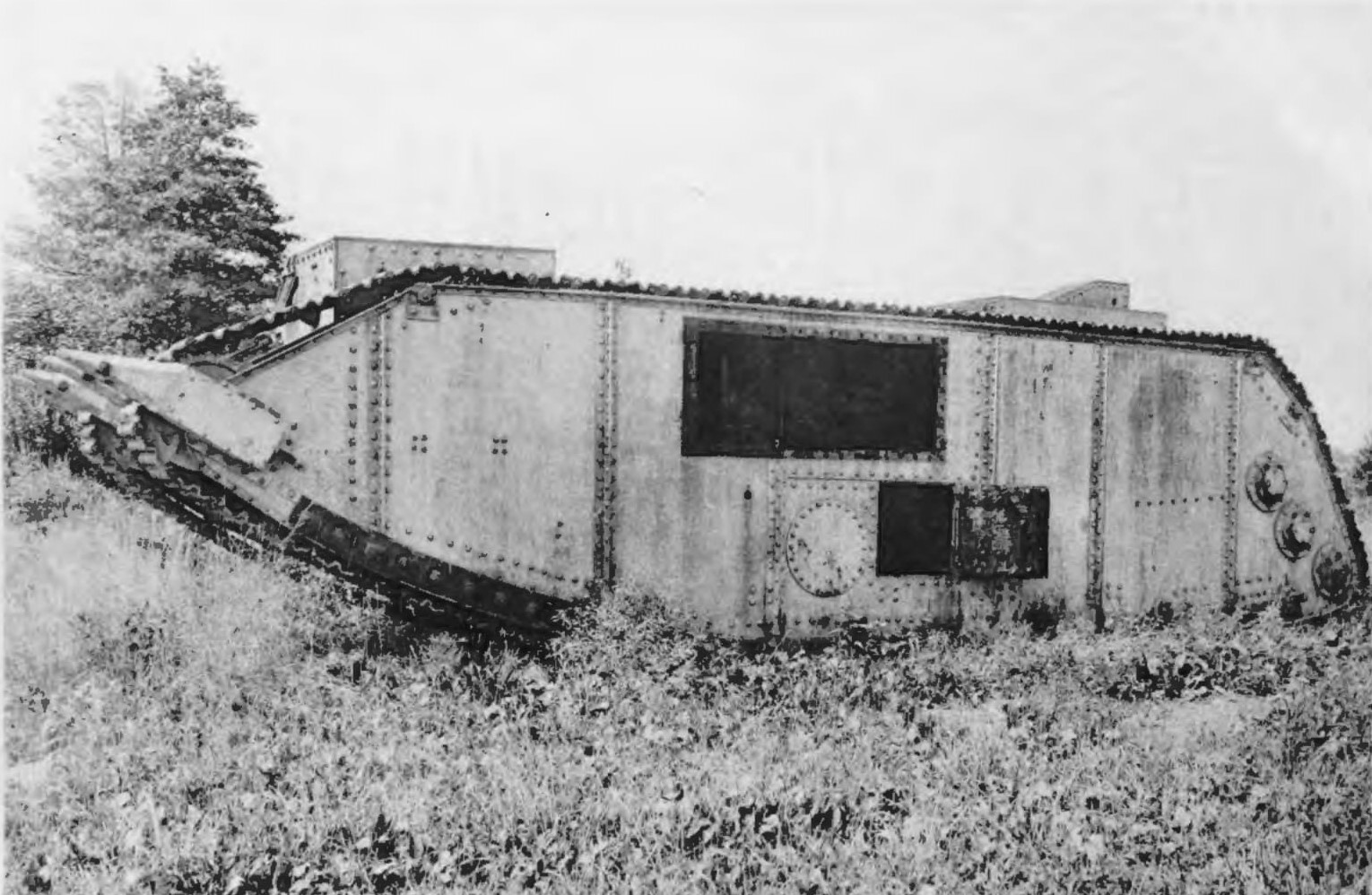
Tanque a vapor, sin los sponson

El vehículo disponía de un lanzallamas propio llamado Flame Projector, Tractor Model, Mark I en inglés. Fue diseñado por el Capitán Henry Adams y contaba con un motor aparte de 35 caballos que proporcionaba 1600 lb (725,75 kg) de presión por m2, lo que le daba un alcance máximo de 27 metros. Al principio pretendía utilizarse la energía generada por los motores principales, pero resultó insuficiente, así que decidieron usar un motor separado.
Las cuatro ametralladoras de calibre .30 (7,62 mm) se situaban dos a cada lado, sobre un sponson, que es un compartimento o proyección lateral.

## Diseño
El vehículo contaba con una longitud de 10,6 metros, una anchura de 3,8 metros y una altura de 3,2 metros. Todo esto permitía una tripulación de 8 personas, la cual consistía de un comandante, un conductor, un operador del lanzallamas, un mecánico y cuatro operadores de ametralladora. Esta tripulación se situada en el centro del tanque, recibiendo así una efectiva protección contra armas pequeñas y metralla de artillería, aunque los principales peligros para estos vehículos blindados eran el fuego de artillería directo y las minas terrestres. Las orugas tenían una anchura de 61 cm y contaban con unas púas que servían para limpiar el barro que podían acumular, aunque muchas veces ese propósito se confunde y se dice que servían para eliminar obstáculos y ser usados como arietes, pese a que no es cierto.